# Dorothee von Velsen
Dorothee von Velsen, née le 29 novembre 1883 à Hindenburg (aujourd'hui Zabrze) et morte le 16 mai 1970 à Kochel am See), est une écrivaine allemande, historienne et militante des droits des femmes. Elle est une figure marquante du mouvement féministe allemand pour son rôle clé dans la formation du mouvement organisé des femmes de l'empire austro-hongrois et la République de Weimar, jusqu'à la reconstruction après 1945.

## Biographie

### Enfance et famille
Dorothee von Velsen est née le 29 novembre 1883 à Zabrze, alors en Haute Silésie, aujourd’hui dans la Pologne du sud. Elle est la deuxième des trois filles du directeur royal des mines Gustav von Velsen (de) (1847-1923) et d'Anna Loerbroks (1856-1910). Elle passe son enfance et sa jeunesse en Haute-Silésie, en Sarre, à Halle et enfin à Berlin. Elle reçoit une éducation typique des filles de familles aisées, destinée à la préparer au mariage : littérature, culture et langues auprès de gouvernantes francophones ou anglophones, danse, tennis et équitation. Dorothee von Velsen fréquente un pensionnat, voyage beaucoup et participe à des événements culturels. Durant ses voyages en Angleterre, elle découvre les idées libérales et le fait que les femmes participent au débat politique, ce qui est tout à fait inhabituel d'un point de vue allemand à l'époque. De cette expérience, elle développe ses premières idées démocratiques, qu'elle défendra toute sa vie,,.

### Féminisme et Première Guerre mondiale
Après le décès de sa mère, il lui incombe de s'occuper du ménage de son père, mais elle ne se satisfait pas de cette vie et s'inscrit en 1909 à la Soziale Frauen Hochschule (de) fondée récemment par Alice Salomon. C'est alors un haut lieu du mouvement des femmes, avec des professeures comme Maria Baum qui professionnalisent le travail social. En 1911, Dorothee von Velsen participe pour la première fois à l'assemblée générale du Bund Deutscher Frauenvereine (BDF) à Heidelberg. Dans la fédération, elle rencontre notamment Gertrud Bäumer, Helene Lange, Anna Pappritz, Hélène Weber, Ricarda Huch et Marianne Weber, avec qui elle se lie d'amitié après la Première guerre mondiale. Dès lors, elle consacre une grande partie de son travail au mouvement des femmes,,,.
Lorsque la Première Guerre mondiale éclate en 1914, l'armée utilise les femmes actives dans l'aide sociale du mouvement des femmes dans le cadre de sa politique d'occupation. Dorothee von Velsen y[Où ?] occupe avec Marie-Elisabeth Lüders et d'autres une position dirigeante,.
Elle travaille d'abord pour le Service national des femmes (de) à Berlin, puis crée un service social à Bruxelles avec Marie-Elisabeth Lüders et reprend finalement le service des femmes du bureau de la guerre à Breslau en 1917 avant de rejoindre Kiev où elle est responsable du transfert des travailleurs sociaux militaires de l'Ukraine vers l'Allemagne,,.
En 1918, elle retourne chez son père à Berlin, dont elle dirige à nouveau la maison comme seule fille célibataire de la famille, jusqu'à sa mort en 1923.
Les femmes allemandes obtiennent le droit de vote en 1918. Pour certaines militantes, l'objectif est déjà atteint, pour d'autres, comme Dorothee von Velsen, le droit de vote n'est que l'instrument dont elles ont besoin pour parvenir à une véritable égalité et la lutte doit donc continuer. « Plus vite que les femmes allemandes auraient pu le rêver, elles ont acquis leurs droits civiques. Votre travail consiste maintenant à évoluer dans vos nouvelles fonctions grâce à un travail assidu et à vous former, vous et les autres. ».
Dorothee von Velsen occupe des postes à responsabilité au sein du mouvement féministe libéral et lutte contre la perte d'influence des organisations féminines libérales qui risquent de perdre de nombreux membres. Elle prend la direction de l'organisation faîtière Bund Deutscher Frauenvereine (BDF) et celle du comité culturel du Parti démocrate allemand (DDP), pour lequel elle participe également à des campagnes électorales et, à partir de 1923, préside l'Union des citoyennes allemandes, anciennement Association générale des femmes allemandes (ADF),.
Leur priorité est alors de former les femmes allemandes à la pensée politique, à leurs nouveaux droits politiques et, surtout, à leurs devoirs envers l'État, car « aucune citoyenne ne pourra faire un travail fructueux sans comprendre l'esprit de son époque et son peuple ».
Comme présidente de l'ADF, elle milite pour l'égalité complète et la reconnaissance d'une pensée féminine spécifique, c'est-à-dire une égalité féminine conçue comme complètement opposé à l'être masculin. Car, malgré l'article 109 de la Constitution de Weimar qui consacre l'égalité fondamentale entre les femmes et les hommes, « les femmes sont encore loin d'une véritable égalité civique ».
C'est en grande partie grâce à Dorothee von Velsen que le mouvement des femmes allemandes réintègre le mouvement international des femmes après la Première Guerre mondiale. Elle travaille très tôt au sein de l'Alliance internationale pour le suffrage des femmes (IWSA), devenue ensuite l'Alliance internationale des femmes et en devient la trésorière à partir du milieu des années 1920,. Elle fait des voyages à l'étranger notamment en Angleterre, en France, en Turquie et aux États-Unis. Elle fait également partie d'une délégation allemande à la Société des Nations à Genève,.
En plus de ces activités, elle continue à travailler comme journaliste pour le mouvement des femmes. et publie dans de nombreux magazines nationaux et transnationaux du mouvement des femmes. Son article pour le magazine Die Frau de 1923, titré Über die Freundschaft, est devenu une référence dans les études historiques sur les femmes et le genre.

« ... Velsen crée non seulement un lien entre l'amitié entre les femmes et les objectifs d'émancipation du mouvement des femmes, mais aussi parce qu'elle aborde également entre les lignes les schémas d'interprétation contradictoires de la construction de la tradition féministe et de la catégorisation sexologique, qui traitent principalement du sujet des expériences physiques et de la sexualité s'articulent autour de la classification des relations homosexuelles dans la grille contemporaine de l'homosexualité et de l'hétérosexualité. »

Après 1923, elle abandonne certaines de ses fonctions, étudie l'économie et l'histoire aux universités de Berlin et de Heidelberg et obtient son doctorat en histoire en 1931, avec une thèse sur la Contre-Réforme. Elle a des contacts étroits avec Ricarda Huch et Ruth von Schulze-Gaevernitz.

### La Seconde guerre mondiale
L'engagement national et international de Dorothee von Velsen en faveur des droits des femmes est brutalement interrompu avec l'arrivée des nazis au pouvoir. L'ADF s'auto-dissout pour éviter de tomber sous la coupe nazie,.
Elle-même se retire de la politique active et mène une vie isolée en Haute-Bavière à Kochel am See. Elle travaille comme écrivaine, se concentrant de préférence sur des sujets historiques - elle s'occupe particulièrement de l'histoire de la maison princière française de Bourgogne -  qui ont du succès et lui assurent revenu et réputation. Parallèlement, elle organise les dossiers de l'association des femmes, qu'elle a emportés avec elle pour les sauvegarder.
Si son intérêt politique reste intact, elle ne s'engage pas ouvertement contre la politique nazie après 1933. Dans sa correspondance elle s'exprime cependant contre le régime et elle s'engage dans de vives disputes avec Gertrud Bäumer qu'elle estime faire trop de concessions au régime nazi pour continuer la publication du magazine Die Frau après 1933 et tenter à tout prix de conserver l'esprit de l'ancien mouvement des femmes,.

### Après 1945
Après la guerre, Dorothee von Velsen œuvre à la reconstruction d'une Allemagne démocratique et défend la participation politique des femmes. Très rapidement, elle prend contact avec des militantes dispersées par la guerre et participe à la re-fondation d'anciennes organisations de mouvements de femmes, dont le Deutscher Frauenring (de) et le Conseil des femmes allemandes (de).
Dorothee von Velsen est membre fondatrice de la Fondation Friedrich Naumann en 1958. De 1959 à 1969, elle en est membre du conseil d' administration.
Indépendamment des affaires politiques quotidiennes du mouvement des femmes, Dorothee von Velsen s'évertue à donner de la visibilité aux femmes dans l'histoire, aux femmes combattantes et aux activités des mouvements de femmes. Elle utilise divers canaux pour commémorer les réalisations historiques des femmes : elle écrit des nécrologies pour des militantes des droits des femmes jusqu'à un âgé avancé, produit des pièces radiophoniques sur des sujets relatifs aux droits des femmes pour la radio bavaroise, met les femmes au centre de ses romans et récits historiques,, etc.
La succession de Dorothee von Velsen est conservée dans Archives d'État de Berlin (de) et dans les Archives du mouvement des femmes allemandes (de),.

## Œuvres (sélection)
- Über die Freundschaft, dans Die Frau, 1923, n. 12, p. 367-374.
- Die Gegenreformation in den Fürstentümern Liegnitz-Brieg-Wohlau. Ihre Vorgeschichte und ihre staatsrechtlichen Grundlagen, Leipzig, Heinsius, 1931.
- Die Königlichen Kinder. Erben der Häuser Habsburg-Burgund, Berlin, Bott, 1937.
- Das goldene Tor, Iéna, Diederichs, 1939.
- Der Graf Mercy. Ein Leben im Kampf um Deutschlands Grenzen, Iéna, Diederichs, 1943.
- Wir leben eine Spanne Zeit, Tübingen/Stuttgart, Wunderlich, 1950.
- Zum Entwurf eines Familiengesetzes in der sowjetisch besetzten Zone, dans Mädchenbildung und Frauenschaffen, 1955, n. 5, p. 427–431.
- Im Alter die Fülle. Erinnerungen, Tübingen, Wunderlich, 1956.
- Helene Lange, 1848–1930, dans Hermann Heimpel, Theodor Heuss, Benno Reifenberg (de) (Ed.), Die großen Deutschen. Deutsche Biographie. vol. 4, Berlin, Propyläen-Verl. bei Ullstein, 1957, p. 175–185.